# 2・ハーツ
「2・ハーツ」 (2 Hearts) は、オーストラリアのシンガーソングライターのカイリー・ミノーグの楽曲である。

## 概要
「2・ハーツ」は乳がん克服後、復活作となった10枚目のスタジオ・アルバム『X』からリード・シングルとして発表された。グラムロックの要素を取り入れたカイリーとしては比較的異色ともいえるこの楽曲は、オーストラリアで堂々の1位を記録した。2007年に来日した際に出演した『Music Lovers』でのゲストライブの際にはこの楽曲を披露している。

## トラック・リスト
- デジタル・ダウンロード

1. "2 Hearts"

- UK CD1/ロシア CDシングル

1. "2 Hearts"
2. "I Don't Know What It Is"

- UK CD2

1. "2 Hearts"
2. "2 Hearts" (Alan Braxe remix)
3. "King or Queen" (Kurstin, Minogue, Poole)
4. "2 Hearts" music video

- UK 12"ピクチャーディスク

1. "2 Hearts"
2. "2 Hearts" (Alan Braxe remix)
3. "2 Hearts" (Studio remix)

- オーストラリア CDシングル

1. "2 Hearts"
2. "2 Hearts" (Alan Braxe remix)
3. "King or Queen"
4. "I Don't Know What It Is"
5. "2 Hearts" music video